# انجمن علمی مطالعات صلح ایران
انجمن علمی مطالعات صلح ایران نهادی است غیرانتفاعی و بین رشته ای که در سال ۱۳۹۴  فعالیت خود را با مجوز از سوی وزارت علوم تحقیقات و فناوری جمهوری اسلامی ایران آغاز کرده‌است.این انجمن دانش‌آموختگان رشته‌های علوم سیاسی، روابط بین‌الملل، روانشاسی، علوم تربیتی، حقوق، جامعه شناسی، مطالعات قومی و انسان شناسی را به عضویت می‌پذیرد.

## پیشینه انجمن
انجمن علمی مطالعات صلح ایران به همت مجتبی مقصودی (دانشیار دانشگاه آزاد اسلامی واحد تهران مرکز) عصر چهارشنبه ۲۷ خرداد ۱۳۹۴ با تشکیل مجمع عمومی و انتخاب اعضای هیئت مدیره رسماً کار خود را با هدف ترویج فرهنگ و مطالعات صلح آغاز کرد.

### هیئت مؤسس انجمن
| اسامی               | رشته                         |
| ------------------- | ---------------------------- |
| مجتبی مقصودی        | علوم سیاسی                   |
| محمد امین قانعی راد | جامعه شناسی                  |
| مقصود فراستخواه     | برنامه ریزی توسعه آموزش عالی |
| نسرین مصفا          | علوم سیاسی                   |
| داود هرمیداس باوند  | روابط بین‌الملل               |
| باقر شاملو          | حقوق جزا و جرم شناسی         |
| محمدرضا تاجیک       | تحلیل گفتمان در سیاست.       |
| طاهره میرعمادی      | روابط بین‌الملل               |
| غلامرضا معمارزاده   | مدیریت دولتی                 |
| مجید خورشیدی        | علوم سیاسی                   |
| محسن خلیلی          | علوم سیاسی                   |
| الهه حجازی          | روان شناسی                   |
| جعفر توفیقی داریان  | مهندس شیمی                   |
| رضا اسلامی          | حقوق بین‌الملل                |
| اکرم قدیمی          | علوم سیاسی                   |

### هیئت مدیره اول
| اسامی               | سمت             |
| ------------------- | --------------- |
| مجتبی مقصودی        | رئیس هیئت مدیره |
| منصور رحمانی        | نایب رئیس       |
| محمد امین قانعی راد | عضو اصلی        |
| باقر شاملو          | عضو اصلی        |
| علی مرشدی زاد       | خزانه دار       |
| طاهره ابراهیمی فر   | بازرس           |
| مجید خورشیدی        | عضو علی‌البدل    |
| غلامرضا معمارزاده   | عضو علی‌البدل    |
| ایمان میرزا زاده    | بازرس علی‌البدل  |

### هیئت مدیره دوم
| اسامی              | سمت             |
| ------------------ | --------------- |
| مجتبی مقصودی       | رئیس هیئت مدیره |
| عبد الامیر نبوی    | عضو اصلی        |
| باقر شاملو         | عضو اصلی        |
| محمد منصور نژاد    | عضو اصلی        |
| علی مرشدی زاد      | خزانه دار       |
| امیر هوشنگ میرکوشش | بازرس           |
| علی ملک پور        | عضو علی‌البدل    |
| مهرداد خرم نصر     | بازرس علی‌البدل  |

### هیئت مدیره سوم
| اسامی              | سمت             |
| ------------------ | --------------- |
| ماندانا تیشه یار   | رئیس هیئت مدیره |
| عبد الامیر نبوی    | عضو اصلی        |
| نعمت الله فاضلی    | عضو اصلی        |
| محمد منصور نژاد    | عضو اصلی        |
| ندا حاجی وثوق      | خزانه دار       |
| مجتبی مقصودی       | بازرس           |
| امیر هوشنگ میرکوشش | عضو علی‌البدل    |
| مهرداد خرم نصر     | عضو علی‌البدل    |
| شقایق حیدری        | بازرس علی‌البدل  |

## اهداف
- گسرتش و پیشبرد ارتقای علمی رشته مطالعات صلح.
- توسعه کیفی نیروهای متخصص در حوزه مطالعات صلح.
- انجام تحقیقات علمی و فرهنگی در سطح ملی و بین‌المللی با محققانی که به گونه ای با حوزه مطالعات صلح سروکار دارند.
- همکاری با نهادهای اجرایی، علمی و پژوهشی.
- ارائه خدمات آموزشی و پژوهشی به علاقه‌مندان حوزه مطالعات صلح.
- انتشار کتاب و نشریات علمی.
- برگزاری همایش‌ها و گردهمایی‌های علمی در سطح ملی، منطقه‌ای و بین‌المللی.[۶]

## پیشینه فعالیت‌های علمی انجمن
- مشارکت در برگزاری بیش از ۲۰ جشنواری بین‌المللی، همایش ملی و جشنواره‌های هنری.[۷][۸][۹]
- برگزاری بیش از ۲۰ نشست علمی از قبیل جلسه هم اندیشی، نقد کتاب، آسیب‌شناسی و...[۱۰][۱۱]
- برگزاری نخستین همایش ملی انجمن مطالعات  صلح ایران با عنوان"چیستی صلح؛ مبانی مفهومی-نظری و چشم‌اندازهای رهبردی" با بیش از ۴۰ سخنران[۱۲][۱۳]
- چاپ نخستین کتاب چکیده مقالات انجمن با عنوان "چیستی صلح؛ مبانی مفهومی-نظری و چشم اندازهای رهبردی" با بیش از ۱۴۵ چکیده مقاله.
- امضای تفاهم نامه همکاری علمی مشترک با موسسات و دانشگاه‌های  دولتی و غیردولتی.
- فعالیت کارگروه‌های علمی .

## پیشنه فعالیت‌های اجرایی انجمن
- برگزاری مجمع عمومی و انتخابات هیئت مدیره.
- تهییه چارت سازمانی انجمن
- تجهیز و راه اندازی دفتر انجمن مطالعات صلح ایران.
- برگزاری جلسات منظم ماهانه هیئت مدیره انجمن.
- دریافت مجوز فصلنامه مطالعات صلح از وزارت فرهنگ و ارشاد اسلامی جمهوری اسلامی ایران.
- تهیه و انشار گاهنامه انجمن با عنوان " پیک صلح ".
- راه اندازی وبسایت و کانال تلگرام انجمن.[۱۴][۱۵]
- راه اندازی کانال تلگرام با عنوان " کتابخانه تخصصی صلح" و معرفی آثار علمی منتشر شده در رشته مطالعات صلح.
- راه اندازی کمیته روابط بین الملل و صلح انجمن علمی مطالعات صلح ایران در هشتم اردیبهشت ۱۳۹۷
- بازدید از مراکز مختلف علمی و فرهنگی.[۳]

## انتخاب انجمن به عنوان انجمن برگزیده کشور
در بیست‌و دومین جشنواره پژوهشگران و فناوران برتر کشور که با حضور معاون علمی و فناوری رئیس‌جمهوری و وزرای علوم، تحقیقات‌ وفناوری، کشور، ورزش، روسای دانشگاه‌ها و پارک‌های فناوری و چند استاندار در تالار همایش‌های خلیج فارس نمایشگاه بین المللی تهران در ۲۵ آذر  ۱۴۰۰ برگزار شد انجمن علمی مطالعات صلح ایران به عنوان انجمن رتبه الف و برتر معرفی و تجلیل گردید و لوح تقدیر از سوی محمدعلی زلفی گل وزیر علوم، تحقیقات و فناوری به  مجتبی مقصودی رئیس هیئت مدیره این انجمن اهداء شد.
شایان ذکر است انجمن در سال ۱۴۰۰ از میان ۴۴۰ انجمن علمی مجوزدار از سوی وزارت علوم به این جایگاه دست یافت. این انجمن در سال ۱۳۹۹ نیز از سوی کمیسیون انجمن های علمی کشور حائز رتبه الف شده بود.

## گروه‌های علمی - تخصصی
انجمن علمی مطالعات صلح ایران بخش وسیعی از فعالیت‌های علمی و پژوهشی خود را در قالب گروه‌های علمی- تخصصی مختلف انجام می‌دهد. در حال حاضر، در این انجمن، ۱۰ گروه علمی- تخصصی به کار مشغولند که هر یک، به حوزه‌ای خاص از مطالعات صلح اختصاص داشته و اعضای آن‌ها را نیز متخصصان این حوزه‌ها تشکیل می‌دهند. این گروه‌ها با برگزاری جلسات متناوب، سمینارها، همایش‌ها و کارگاه‌ها، انتشار مقاله و کتاب، انجام طرح‌های پژوهشی در حوزه فعالیت خود، از جمله ارکان اصلی انجمن علمی مطالعات صلح ایران شناخته می‌شوند.
- گروه ادبیات و صلح
- گروه اندیشه ورزان صلح
- گروه حقوق و صلح
- گروه دین پژوهی و صلح
- گروه رسانه و صلح
- گروه روابط بین الملل و صلح
- گروه زنان و صلح
- گروه سلامت و صلح
- گروه فلسفه، اخلاق و صلح
- گروه کتاب صلح
- گروه محیط زیست و صلح
- گروه منطقه فرهنگی نوروز و صلح
- گروه ورزش و صلح
- گروه یادداشت های صلح
- گروه جامعه‌شناسی و صلح[۳]

## انتشارات
- انتشار نخستین ویژه‌نامه (رهنامه‌) صلح کمیته روابط بین‌الملل، با موضوع «راهکار‌های مصالحه سیاسی و ایجاد صلح مثبت میان ایران و عربستان سعودی» نیز در زمستان 1397 به صورت کتاب مجموعه مقالات

- انتشار دومین کتاب ویژه‌نامه کمیته روابط بین‌الملل در ششم مهرماه سال 1399 با موضوع «معامله‌ قرن، امکان‌سنجی صلح و منافع ملی جمهوری اسلامی ‌ایران»
- رونمایی از کتاب مجازی آثار برگزیده در شهریور ۱۴۰۰ به مناسبت روز جهانی صلح
- انتشار ویژه نامه زنان و صلح در روزنامه شرق/کمیته زنان و صلح
- گردآوری یادداشت های ویژه نامه زن، زندگی، آزادی/کمیته زنان و صلح

## فراخوان‌ها و پویش‌ها
در سال ۱۴۰۱ انجمن علمی مطالعات صلح ایران ۵ فراخوان را اعلام کرده و ۳ پویش را در سطوح ملی، منطقه ای و بین المللی به راه انداخت که گزارش مختصر هر یک از این موارد در زیر تقدیم می شوند:
- فراخوان یادداشت صلح در ۲ نوبت منتشر شد (از میان یادداشت های دریافتی، در بهار ۲۰ یادداشت و در پاییز 18 یادداشت در سایت انجمن منتشر شدند) / کمیته یادداشت صلح
- فراخوان عضویت در انجمن در ۳۶ رشته  (۶۱ عضو جدید به انجمن پیوستند) / دبیرخانه انجمن
- فراخوان خاطرات خوب ( ۷۸ یادداشت از استادان و پژوهشگران ایران و افغانستان به مناسبت یکصد و یکمین سالگرد امضای عهدنامه دوستی و مودت میان دو کشور گردآوری شد و در دست انتشار است) / کمیته صلح در منطقه نوروز
- فراخوان عضویت در کتابخانه مجازی مطالعات صلح (اعضای کتابخانه به ۴۱۸ تن رسیده است) / کمیته کتاب صلح
- پویش ثبت جهانی شب یلدا به عنوان میراث فرهنگی مشترک ایران و افغانستان در یونسکو (گردآوری ۴۰۱ امضا از استادان و دانش پژوهان افغانستانی در سراسر جهان برای تکمیل پرونده) / کمیته صلح در منطقه نوروز
- پویش همکاری در فراهم آوردن زمینه آموزش دختران افغانستان (گردآوری ۱۰۴۸ امضا از ۳۱ کشور و ۲۳۸ نهاد علمی) / دبیرخانه انجمن
- پویش ثبت جهانی ساز رباب به عنوان میراث فرهنگی مشترک ایران، افغانستان، تاجیکستان و ازبکستان (در حال انجام است) / کمیته صلح در منطقه نوروز

## چندرسانه‌ای
- کلیپ شادباش نوروز ۱۴۰۱ با حضور دانشجویانی از کشورهای منطقه نوروز/ دبیرخانه انجمن
- کلیپ معرفی همایش بین المللی زنان و صلح اجتماعی/کمیته زنان و صلح
- کلیپ پاسداشت روز جهانی صلح/ کمیته کتاب صلح
- کلیپ همدلی با مردم زلزله زده ترکیه / دبیرخانه انجمن
- کلیپ شادباش روز جهانی زن / دبیرخانه انجمن
- کلیپ شادباش نوروز ۱۴۰۲ / کمیته کتاب صلح

## همایش‌ها و نشست‌های تخصصی
- برگزاری نشست"صلح و مطالعات میان رشته ای" با سخنرانی مقصود فراستخواه، حسین علایی، رضا اسلامی، منصور رحمانی و دکتر مجتبی مقصودی در تاریخ ۳۰ شهریور ۱۳۹۴ در اندیشگاه فرهنگی کتابخانه ملی[۲۱]؛
- برگزاری نشست "همگرایی دینی و دیپلماسی صلح در خاورمیانه" ، با سخنرانی  محمد امین قانعی‌راد،  سید جواد میری و محمد منصورنژاد در تاریخ ۳۱ فروردین ۱۳۹۵ در پژوهشکده مطالعات فرهنگی و اجتماعی؛[۲۲]
- برگزاری نشست "برنامه درسی مبتنی بر صلح" با سخنرانی محمد امین قانعی راد، مجتبی مقصودی و علی رضا صادقی در تاریخ ۱۹ اسفند ۱۳۹۴در خانه اندیشمندان علوم انسانی؛[۲۳]
- برگزاری میزگرد "نقد و بررسی کتاب توحید گرایی و صلح"، با حضور نویسنده کتاب عماد افروغ و سه منتقد مجید توسلی، عباس خلجی، علی مرشدی زاد عضو هیات علمی دانشگاه شاهد در تاریخ ۱۲ مرداد ۱۳۹۵ درسالن خبرگزاری ایکنا؛[۱۰]
- برگزاری جشنواره "صلح در ادبیات کودک" با حضور  مصطفی رحماندوست و  رابعه موحد در تاریخ ۱۷ مهر ۱۳۹۵ در خانه اندیشمندان علوم انسانی؛[۲۴][۲۵]
- برگزاری نشست علمی"پژوهش و صلح"، با سخنرانی مجتبی مقصودی، محمد جواد حق شناس،  شقایق حیدری و حمید عزیزیان در تاریخ ۲۳ آذر ۱۳۹۵،در دانشکده علوم سیاسی دانشگاه آزاد اسلامی واحد تهران مرکز؛
- برگزاری نشست "هم اندیشی و ظرفیت سازی نهادی" برای ظرفیت سازی انجمن و راه اندازی کارگروه‌های علمی انجمن در تاریخ ۸ اسفند ۱۳۹۵ در خانه اندیشمندان علوم انسانی؛[۲۶]
- برگزاری نشست "زن و صلح"، با سخنرانی  شیدا مهنام،  مجتبی مقصودی و  عباس محمدی اصل در تاریخ ۱۵ اسفند ۱۳۹۵ در اندیشگاه فرهنگی کتابخانه ملی؛[۲۷]
- برگزاری همایش "انتخابات اخلاقی و اخلاق انتخاباتی"، با سخنرانی محمد امین قانعی راد،  سید علی محمودی،  عباس منوچهری،  مجتبی مقصودی،  محمد مهدی مجاهدی، زهرا شجاعی، مرتضی نبوی، محمد منصور نژاد و  محمد باقر شاملو با همکاری انجمن علوم سیاسی ایران در در خانه اندیشمندان علوم انسانی در ۱۳ اردیبهشت ۱۳۹۶؛[۲۸]
- برگزاری نخستین همایش سالانه "چیستی صلح؛ مبانی مفهومی –نظری و چشم‌اندازهای راهبردی" با بیش از چهل سخنران و ۲۳۰ چکیده مقاله، در تاریخ ۸ آذر سال ۱۳۹۶ در خانه اندیشمندان علوم انسانی؛[۱۲][۲۹]
- انتشار کتاب چکیده مقالات نخستین همایش سالانه انجمن با عنوان "چیستی صلح؛مبانی مفهومی- نظری و چشم انداز های راهبردی، دبیر علمی محمد امین قانعی راد، دبیر اجرایی شقایق حیدری؛
- برگزاری نشست علمی"زنان و صلح پایدار" به همت کارگروه زنان و صلح انجمن با سخنرانی  رضا اسلامی،  مریم اجلالی و  علی ملک پور در ۱۳ آذر ۱۳۹۶ در تالار سلام کرسی حقوق بشر، صلح و دموکراسی یونسکو دانشگاه شهید بهشتی؛[۳۰]
- برگزاری نشست علمی"فضای مجازی، زنان و آسیب‌های اجتماعی" به همت کمیته زنان و صلح انجمن باسخنرانی مهناز امیرپور، فاطمه دانشور، حمیده سعیدی و  ندا حاجی وثوق در تاریخ ۱۴ دی ماه ۱۳۹۶ در دانشگاه آزاد اسلامی واحد تربت جام؛[۳۱]
- برگزاری نشست علمی "چشم انداز صلح در افغانستان" با سخنرانی امرالله صالح (رئیس پیشین امنیت ملی افغانستان) و مشارکت مجتبی مقصودی و  سعید شکوهی در تاریخ ۱۷ دی ماه ۱۳۹۷ در خانه اندیشمندان علوم انسانی.[۸][۳۲]
- برگزاری نشست نقد کتاب "صلح، امنیت و توسعه" با حضور نویسنده کتاب احمد موثقی و سه منتقد  علی مرشدی زاد،  مجتبی مقصودی و  امیر حسین زمردیان در تاریخ ۲۴ دی ماه ۱۳۹۷ در خانه اندیشمندان علوم انسانی؛[۳۳]
- برگزاری نشست علمی"زنان و صلح؛ بررسی پیشران‌های قانونی" به همت کارگروه زنان و صلح انجمن با سخنرانی مریم افشاری، رضا اسلامی، حسن فدایی و فاطمه احمدی در تاریخ ۱۴ اسفند ۱۳۹۶ در دانشگاه شهید بهشتی؛[۳۴]
- برگزاری سخنرانی علمی "زنان، صلح و مدارا در اسلام" به همت کارگروه زنان و صلح انجمن و با سخنرانی صدیقه وسمقی در تاریخ ۱۷ اردیبهشت ۱۳۹۷ در خانه اندیشمندان علوم انسانی.[۳۵]
- برگزاری "شب صلح و شاهنامه" به همت مجله بخارا و انجمن علمی مطالعات صلح ایران در ۱۲ تیر ۱۳۹۷ در سالن فردوسی مجموعه خانه اندیشمندان علوم انسانی .[۳۶][۳۷]
- برگزاری نشست نقد و بررسی کتاب «شناخت هویت زن ایرانی» با مشارکت فرهنگسرای شفق با حضور نویسنده و ناشر کتاب در شهریور ۱۳۹۷
- برگزاری نشست تحلیلی جشنواره با حضور صاحب‌نظران و تحلیل آثار ارسالی در مهر ۱۳۹۷
- برگزاری نشست هم‌اندیشی با موضوع «رسانه، صلح و جامعه در افغانستان» با حضور روزنامه‌نگاران عضو موسسه میدیوتیک‌ کشور افغانستان در محل انجمن علوم‌سیاسی ایران به تاریخ 30 آبان ۱۳۹۷
- برگزاری نشست «صلح در زندگی و شعر استاد شهریار» در تبریز در روز ۲۰ آبان سال ۱۳۹۷ در فرهنگسرای دکتر مبین
- برگزاری نشست «خشونت در فقدان صلح مثبت و تأثیر آن بر زنان» با مشارکت کرسی حقوق بشر، صلح و دموکراسی یونسکو در سالن سلام دانشگاه شهید بهشتی در آذر ۱۳۹۷
- برگزاری نخستین همایش بزرگ خود را با موضوع «موانع و چالش‌های مثبت و سازنده در روابط ایران و آمریکا» به تاریخ 2 دی 1397 با حضور جمع زیادی از استادان و پژوهشگران رشته روابط بین‌الملل در خانه اندیشمندان علوم‌انسانی با موفقیت و غنای علمی بالا به همت کمیته روابط بین‌الملل
- برگزاری نشست «صلح میان ادیان: مطالعه موردی همزیستی ادیان در ایالت های جنوبی هند» با حضور پرفسور راماکریشنان از دانشگاه جواهر لعل نهرو هندوستان؛ دکتر عیسی علیزاده معاون فرهنگی جهاد دانشگاهی و دکتر محمد منصور نژاد نویسنده و دین پژوه، در تاریخ 19 دی ماه 1397
- برگزاری نشست «دین و خشونت ساختاری در جوامع غربی» با حضور دکتر مرتضی شمس در تاریخ 13 بهمن 1397
- برگزاری کارگاه آموزشی «نقش خانواده در صلح درونی کودکان» با مشارکت خانه اندیشمندان علوم انسانی در بهمن ۱۳۹۷
- برگزاری نشست «جشن و آیین نوروز در فرهنگ ایرانی» با حضور دکتر موبد اردشیر خورشیدیان در تاریخ 20 اسفند 1397
- برگزاری شست هم‌اندیشی راهبردی «راهکارهای مصالحه‌سیاسی و برپایی صلح مثبت میان ایران و عربستان»، در محل انجمن علوم‌سیاسی و با حضور جمعی از استادان و تحلیلگران برجسته رشته روابط بین‌الملل در تاریخ 21 اسفند 1397
- برگزاری نشست علمی «زن و صلح» با مشارکت سازمان اسناد کتابخانه ملی ایران، انجمن جامعه‌شناسی و کمیسیون ملی یونسکو در اسفند ۱۳۹۷ و رونمایی از کلیپ «زنان نام‌آور ایران» در این نشست
- برگزاری نشست هم‌اندیشی علمی با موضوع «پارادایم انسانی برای صلح» با سخنرانی دکتر ارشی سلیم هاشمی، استاد دانشگاه دفاع ملی پاکستان در سال 1398
- حضور کمیته روابط بین‌الملل به نیابت‌ از انجمن علمی مطالعات صلح ‌ایران در همایش بین‌المللی «صلح و حل منازعه‌» در دانشگاه تهران در سال 1398
- برگزاری شست تخصصی در همایش بین‌المللی «آینده جهان اسلام در افق 1414» در هشتم اردیبهشت ماه سال 1398
- برگزاری «دوگانه جنگ و صلح در ادبیات فارسی» با سخنرانی حمید عبدالهیان، محمدهاشم اکبریانی و جواد رنجبر درخشیلر در سرای اهل قلم خانه کتاب در ۲۲ خرداد سال ۹۸
- برگزاری کرسی آزاداندیشی «حقوق زنان و صلح از منظر نواندیشی دینی» با مشارکت خانه اندیشمندان علوم انسانی در تیر ۱۳۹۸
- برگزاری نخستین کارگاه ‌آموزشی با عنوان «کارگاه آموزشی جنگ و صلح» در مرکز اسناد و کتابخانه ملی ایران با مشارکت و همکاری مرکز اطلاعات سازمان ملل متحد در تهران و دانشگاه علامه طباطبائی در تاریخ 24 مرداد 1398
- برگزاری نشست «پیرامون جنگ و صلح در ادبیات داستانی» در سرای اهل قلم خانه کتاب با سخنرانی الهام فلاح، مجید قیصری و جواد رنجبر درخشیلر در  ۲۳ مرداد سال 1398
- برگزاری نشست «جنگ و صلح در ادبیات تعزیه» با سخنرانی داود فتحعلی بیگی و لاله تقیان و جواد رنجبر درخشیلر در سرای اهل قلم در  ۲۷ شهریور سال 1398
- برگزاری نشست «صلح از نگاه اهل سنت» با سخنرانی استاد مولوی اسحق مدنی در 31 شهریور 1398
- برگزاری نشست «نقد کتاب فرهنگ صلح در ایران و جهان» با سخنرانی دکتر خسرو قبادی، دکتر مجتبی مقصودی و دکتر محمد منصورنژاد در 16 مهر 1398
- برگزاری کارگاه آموزشی «پرورش مهارت‌های صلح‌آمیز برای داشتن کودکی شاد» با مشارکت خانه اندیشمندان علوم انسانی در مهر ۱۳۹۸
- برگزاری نشست «صلح پایدار بر اساس التزام به کتاب و حکمت» با سخنرانی دکتر محمد کاظم شاکر 1 آبان 1398
- برگزاری نشست هم‌اندیشی علمی «وضعیت‌سنجی تحولات سوریه و بررسی چشم‌انداز صلح» با همکاری انجمن علوم‌سیاسی ایران در 13 آبان‌ماه 1398
- برگزاری نشست «جنگ و صلح در رمان دایی جان ناپلئون» با سخنرانی علی اکبر امینی، نسرین مرادی و جواد رنجبر درخشیلر در سرای اهل قلم در ۲۱ آبان 1398
- برگزاری نشست «تاملاتی در مناسبات عرفان و صلح» با سخنرانس دکتر اسماعیل منصوری لاریجانی در 27 آذر 1398
- برگزاری نخستین نشست «زنان و انتخابات در سایه صلح اجتماعی» با مشارکت کرسی حقوق بشر، صلح و دموکراسی یونسکو در سالن سلام دانشگاه شهید بهشتی در دی ۱۳۹۸
- برگزاری نشست «صلح و ترویج زبان فارسی» با سخنرانی اصغر دادبه، فرح زاهدی و جواد رنجبر درخشیلر در سرای اهل قلم  در ۳۰ دی سال ۹۸
- برگزاری نشست «زنان و انتخابات در سایه صلح اجتماعی» با مشارکت کرسی حقوق بشر، صلح و دموکراسی یونسکو در سالن سلام دانشگاه شهید بهشتی در بهمن ۱۳۹۸
- برگزاری نشست «مذاکرات صلح افغانستان، چشم‌اندازها و موانع» با همکاری دانشگاه علامه طباطبائی در سال 1399
- برگزاری نشست «جنگ و صلح در ادبیات اپیدمی» با حضور حمید عبدالهیان به میزبانی جواد رنجبر درخشیلر در ۱۷ اردیبهشت 1399
- برگزاری نشست «بازتاب بیماری های همه گیر در شعر نو» با حضور سعید کریمی به میزبانی جواد رنجبر درخشیلر در  ۳۰ اردیبهشت ۱۳۹۹
- برگزاری وبینار «بررسی نقش زنان در آینده صلح با تأکید بر جامعه ایران» در خرداد ۱۳۹۹
- مشارکت در برگزاری وبینار «فناوری‌های نوین در مسیر پایداری توسعه: توسعه؛ حقی همگانی» در خرداد ۱۳۹۹
- برگزاری نشست «مبانی و تاثیرات فرهنگ» با سخنرانی استاد علیرضا شفیعی مطهر و دکتر محمد منصورنژاددر  28 تیر 1399
- برگزاری وبینار «زنان و صلح اجتماعی در مدیریت شهری» در تیر ۱۳۹۹
- نشست با «صلح با خویشتن در ادبیات فارسی» با حضور شهرزاد نوری صفا به میزبانی جواد رنجبر درخشیلر در روز سه شنبه ۱۰ تیر 1399
- برگزاری نشست «نسبت فرهنگ صلح و فرهنگ عاشورا» با سخنرانی دکتر محمد جعفر امیر محلاتی و دکتر محمد منصورنژاد در  6 شهریور 1399
- برگزاری نشست «انتخابات امریکا و آینده صلح خاورمیانه» با همکاری دانشگاه علامه طباطبائی در 21 مهرماه 1399
- برگزاری نشست «صلح به مثابه حاکمیت خوب در نیل به توسعه پایدار سلامت» با سخنرانی دکتر امیر حسین تکیان در دوشنبه ۲۱ مهرماه ۱۳۹۹
- برگزاری نشست «مروری بر جایگاه مفهوم آشتی در آیین زرتشتی» با سخنرانی دکتر اردشیر خورشیدیان در 9 مهرماه 1399
- برگزاری نشست «صلح گستری مذهبی از طریق کثرت گفتمان ها» با سخنرانی دکتر محمد جعفر امیر محلاتی و دکتر محمد منصورنژاد در 26 مهر 1399
- برگزاری نشست «صلح، سلامت و محیط زیست» با سخنرانی مهندس محمد درویش در شنبه ۱۵ آذر ۱۳۹۹
- برگزاری نشست «کودک، قصه، گفت گو در روستاهای کهلولیه و بویر احمد: راهی برای آَشتی و خشونت پرهیزی» با سخنرانی حاج آقا اسماعیل آذری نژاد در  27 آذر 1399
- برگزاری وبینارهای سه روزه «تحلیل ابعاد مختلف روند مقابله با خشونت علیه زنان در جهان معاصر» با مشارکت کرسی حقوق بشر، صلح و دموکراسی یونسکو در آذر ۱۳۹۹
- برگزاری نشست «حقوق بشر و صلح» با سخنرانی آیه الله محمد رضا مصطفی پور و دکتر محمد منصورنژاد در 23 دی 1399
- برگزاری نشست «صلح و امنیت غذایی» با سخنرانی دکتر ربابه شیخ الاسلام در یکشنبه ۲۸ دی ماه ۱۳۹۹
- برگزاری نشست «صلح خاورمیانه در بستر تحولات نوین منطقه‌ای و بین‌المللی» در 27 بهمن 1399
- برگزاری نشست «ارتباط تغذیه با صلح و سلامت» با سخنرانی دکتر سید علی کشاورز در ۳۰ بهمن ماه ۱۳۹۹
- برگزاری وبینار «زنان و رسانه در قرن بیست‌و یکم؛ چالش‌ها و فرصت‌های پیش‌رو» با مشارکت کرسی حقوق بشر، صلح و دموکراسی یونسکو و شورای اسلامی شهر تهران در بهمن ۱۳۹۹
- برگزاری نشست «مسائل خلیج‌فارس از نگاه ج و‌ بایدن» با همکاری مرکز مطالعات استراتژیک خاورمیانه در بهمن 1399
- برگزاری نشست «مروری بر هولوکاست در جنگ جهانی دوم: بازخوانی در پرتو صلح و همزیستی جامعه بشری» با سخنرانی سرکار خانم نیلوفر چینی و سرکار خانم  نیلوفر سادات علم الهدی در 7 اسفند 1399
- برگزاری نشست «روسیه و صلح اوراسیایی» در 10 اسفند 1399
- برگزاری نشست «دیپلماسی دینی در خدمت صلح» به مناسبت سفر پاپ فرانسیس رهبر کاتولیک‌های جهان به عراق در 20 اسفند ۱۳۹۹
- برگزاری وبینار «زنان؛ کنشگران صلح و عاملان نفی خشونت در جهان معاصر» در اسفند 1399
- برگزاری نشست «جوامع چند دینی و صلح پایدار» یا سخنرانی دکتر علیرضا صادقی در 26 فروردین 1400
- برگزاری نخستین وبینار‌ علمی کمیته روابط بین‌الملل با موضوع «نقد و ارزیابی قرارداد 25 ساله ایران و چین از منظر توسعه و همگرایی»‌ با حضور استادان برجسته داخل و خارج از کشور بدر اردیبهشت ماه 1400
- اعلام فراخوان و برگزاری «سمپوزیوم ملی زنان؛ امیدها، فرصت‌ها و چالش‌های پیش‌رو در دهه‌ جدید» در اردیبهشت 1400
- برگزاری نشست «بررسی حقوقی و کارشناسی طرح جوانی جمعیت و حمایت از خانواده» در یکشنبه ۱۹ اردیبهشت ماه ۱۴۰۰
- برگزاری وبینار «عدالت جنسیتی در آینه تقنین و مدیریت اجرایی در ایران» با مشارکت کرسی حقوق بشر، صلح و دموکراسی یونسکو و شورای اسلامی شهر تهران در خرداد ۱۴۰۰
- برگزاری وبینار معرفی و نقد کتاب «جنسیت و صلح جهانی» با مشارکت کرسی حقوق بشر، صلح و دموکراسی یونسکو و انتشارات منشور صلح در تیر ۱۴۰۰
- برگزاری دوازدهمین نشست با عنوان «صلح در متون فلسفی ایران» با حضور موسی اکرمی به میزبانی جواد رنجبر درخشیلر روز سه شنبه ۱ تیر ۱۴۰۰
- برگزاری سیزدهمین نشست با عنوان «جنگ و صلح از روایت سردشت» با حضور شبنم شیخی به میزبانی جواد رنجبر درخشیلر در روز سه شنبه ۸ تیر ۱۴۰۰
- پانزدهمین نشست با عنوان «شاهنامه و صلح برای کودکان» با حضور المیرا حسن زاده به میزبانی مهتاب حاجی محمدی روز پنجشنبه ۲۴ تیر ۱۴۰۰
- برگزاری کارگاه آموزشی «تحول مفاهیم در روابط بین‌الملل» با کوشش کمیته روابط بین‌الملل انجمن علمی مطالعات صلح ایران در در تاریخ 7 مهر 1400
- برگزاری دومین کارگاه آموزشی «تحول مفاهیم در روابط بین‌الملل» در تاریخ 2 شهریور 1400
- برگزاری نشست «صلح و رحمت در نگاه فلسفی- عرفانی علامه حسن حسن زاده آملی» با سخنرانی دکتر محمد منصورنژاد در  8 شهریور 1400
- سومین کارگاه آموزشی «تحول مفاهیم در روابط بین‌الملل» در تاریخ 23 شهریور 1400
- برگزاری نشست «واکاوی مفهوم صلح و همزیستی در دوران دوفاع مقدس» با سخنرانی دکتر حسینه سادات حسینی در 12 شهریور 1400
- برگزاری نشست «صلح و ادبیات» با حضور مهدی خلیل زاده به میزبانی مهتاب حاجی محمدی روز ۱۱ شهریور ۱۴۰۰
- برگزاری چهارمین کارگاه آموزشی «تحول مفاهیم در روابط بین‌الملل» در تاریخ 20 مهر 1400
- برگزاری وبینار «جایگاه زنان در سپهر سیاسی و اجتماعی افغانستان پیش‌رو» با مشارکت کرسی حقوق بشر، صلح و دموکراسی یونسکو در مهر 1400
- برگزاری کارگاه «مقدمه‌ای بر آینده‌پژوهی و مدیریت‌ آینده» با تدریس دکتر مهدی مطهرنیا‌، آینده‌پژوه سیاسی، اجتماعی و فرهنگی در تاریخ 16 آذر 1400
- برگزاری وبینار «کاوشی در ریشه‌های خشونت‌ورزی علیه زنان در جوامع معاصر» با مشارکت کرسی حقوق بشر، صلح و دموکراسی یونسکو در آذر 1400
- برگزاری وبینارهای ۷ روزه هفته حقوق بشر با مشارکت کرسی حقوق بشر، صلح و دموکراسی یونسکو در آذر ۱۴۰۰
- رونمایی و بررسی کتاب «صلح در ابعاد گوناگون» دکتر مجتبی مقصودی، دکتر علی مرشدی زاد، دکتر محمد منصورنژاد در  13 دی 1400
- برگزاری ۱۲ نشست گفتگوی اندیشه ورزان صلح با همکاری بنیاد علم و فناوری خوارزمی
- برگزاری نشست «دیدگاه لف تولستوی و میرزا رضا ارفع الدوله درباره جنگ و صلح» / جان اله کریمی مطهر
- برگزاری نشست «جایگاه صلح و زیست همدلانه در ادبیات مهاجرت افغانستان» / احمد تمیم داری و مرتضی شاهترابی
- برگزاری نشست «صلح با تاریخ ادبیات فارسی» / جواد رنجبر درخشیلر
- برگزاری نشست «صلح و فولکلور» / محمد جعفری قنواتی
- برگزاری نشست «پژوهش و تحلیل آثار و اندیشه های حکیم نظامی گنجوی» / صمد رحمانی و جواد رنجبر درخشیلر
- برگزاری نشست صلح امام حسن/ خسرو قبادی
- برگزاری نشست فرهنگ صلح از نگاه اسلامی / سیدکاظم اکرمی
- برگزاری نشست صلح و ناصلح در مواضع امام جواد / محمد منصورنژاد
- برگزاری نشست رویکرد مذاهب به زیست همدلانه میان مهاجران و جامعه میزبان/ هجرت اله جبراییلی، رضا غلامی، احمدمسعود باختری، محمد منصورنژاد
- برگزاری نشست قرآن و صلح با نگاهی به چشم انداز پیش رو/ عیسی عیسی زاده، محمد منصورنژاد، مهدی فیروزی، جلال عراقی
- برگزاری نشست مفاهیم و مبانی صلح آفرینی در اسلام / محمدرضا مصطفی پور، حسن نوربخش، محمدحسین مظفری، محمدمنصورنژاد
- برگزاری نشست رویکرد ادیان به گوناگونی فرهنگی و رواداری در دستیابی به صلح / مقصود فراستخواه، علی اکبر علیخانی،محمد مهدی مجاهدی، محمد کمالی زاده
- برگزاری نشست الهیات صلح / احمد اسلامی
- برگزاری نشست نقد کتاب اسلام و همزیستی مسالمت آمیز / علی اکبر علیخانی، محمد منصورنژاد، سید جمال موسوی، خسرو قبادی
- برگزاری نشست نیکوکاری، امور خیریه و صلح/ محمد منصورنژاد
- برگزاری سلسله نشست های با کاروان شاعران ایران و افغانستان: شب حافظ/ صلاح الدین جامی
- برگزاری سلسله نشست های با کاروان شاعران ایران و افغانستان: شب فردوسی/ علیرضا قیامتی
- برگزاری نشست رونمایی کتاب خاطرات خوب / سید عسکر موسوی، حمیدرضا رحمانی زاده دهکردی، یامان حکمت، نجیب بارور، رز فضلی
- برگزاری نشست چشم انداز صلح، امنیت و دولت سازی در افغانستان به مناسبت یکسالگی سقوط نظام جمهوری (با همکاری دانشگاه بیرجند) / محمدامین رشادت، عبدالقیوم سجادی، زکیه عادلی، محمدقاسم عرفانی، محمدعزیز بختیاری، محسن خلیلی
- برگزاری نشست تحولات افغانستان و چشم انداز روابط با ایران؛ گفتگویی با سفرای ایران در افغانستان (دو نشست) / غلامعلی چگنی زاده، بهادر امینیان، محمدرضا بهرامی
- برگزاری نشست بررسی راه های گسترش همکاری های علمی میان دانشگاهیان ایران و افغانستان (با همکاری موسسه مطالعات استراتژیک خاورمیانه، موسسه آموزش عالی بیمه اکو و اتحادیه دانشگاه ها و موسسات تحصیلات عالی خصوصی زون غرب افغانستان)
- برگزاری نشست تفکیک جنسیتی در فضاهای شهری و تاثیر آن بر صلح اجتماعی/ زهرا نژاد بهرام، الهام فخاری، ندا حاجی وثوق
- برگزاری نشست بررسی تحولات اجتماعی فرهنگی زنان و مناسبات آن با صلح اجتماعی/ ندا حاجی وثوق، افسانه توسلی
- برگزاری نشست تاریخ و تاثیر بیماری های همه گیر بر جوامع انسانی؛ تهدیدی علیه بقا، سلامت و صلح اجتماعی/ فرانک اسنودن، اصلی عباسی، افشین استوار (مشترک با کمیته صلح و حقوق)
- برگزاری نشست صلح اجتماعی و خشونت علیه زنان در جوامع معاصر / الهه کولایی، اشرف بروجردی، کتابون مصری
- برگزاری نشست رسانه و امکان ساخت واقعیت مهاجرت و زیست همدلانه: نگاهی به تصویر برساخته شده از روابط ایرانیان و مهاجران افغانستانی در رسانه ها و شبکه‌های اجتماعی/ علی شاکر، سهیلا عرفانی، امیرعلی علامه زاده، فیصل کریمی، حامد شفیعی
- برگزاری نشست مشترک درباره واقعیت های مساله مهاجرت و زیست همدلانه با حضور استادان ایران و افغانستان/ رز فضلی، نادر موسوی، رسول صادقی، سیدموسی حسینی، رامتین رضایی
- برگزاری  سه نشست درباره دیپلماسی صلح / محمد منصورنژاد، ماشاالله حیدرپور، امیرهوشنگ میرکوشش، غلامرضا کریمی، سیدوحید کریمی، حمید صالحی، رامتین رضایی و معصومه محمدی
- برگزاری نشست تنگنای آموزش زنان و دختران در افغانستان و ناصلح اجتماعی / سهیلا عرفانی، فرحناز باور
- برگزاری زیست همدلانه در پرتو سلامت روان جامعه میزبان و مهاجران/ احمدشاه احمدی، محسن روشن پژوه، جعفر بوالهری، احمد رحیمی
- برگزاری وبینار بیایید گفتگو کنیم برای صلح و سلامت/ابراهیم عباسی، ندا حاجی وثوق، مهستی علیزاده، محمد منصورنژاد
- برگزاری نشست صلح و عدالت در چارچوب حمایت از حقوق بشر قربانیان/اصلی عباسی، منا کربلایی امین، سمانه شعبانی
- برگزاری نشست تاریخ و تاثیر بیماری های همه گیر بر جوامع انسانی؛ تهدیدی علیه بقا، سلامت و صلح اجتماعی/فرانک اسنودن، اصلی عباسی، افشین استوار
- برگزاری نشست صلح اجتماعی چیست و چگونه به دست می آید؟/سیمین میرهاشمی دهکردی، فیض اله نوروزی، سعید معیدفر، ابراهیم حاجیانی
- برگزاری نشست لیبرالیسم سیاسی جان رالز و صلح اجتماعی / حسین هوشمند، علی نظری
- برگزاری نشست قطبی سازی فرهنگی  هویتی و وظایف جامعه نخبگی کشور/ ابراهیم حاجیانی، نعمت اله فاضلی
- برگزاری کارگاه صلح و فلسفه برای کودکان/ محمدمهدی گلشاهی، مژگان نیک سیرت / کمیته صلح و زنان
- کارگاه نظریه های جدید در روابط بین الملل/حمیرا مشیرزاده/کمیته صلح و روابط بین الملل
- برگزاری نخستین مدرسه تابستانی بین المللی ویژه دانشجویان و دانش پژوهان افغانستانی با همکاری دانشگاه سیستان و بلوچستان/ ۴۳ استاد ایرانی و افغانستانی/ دبیرخانه انجمن
- برگزرای کارگاه کهن الگوی زن ایرانی (با همکاری موسسه آموزش عالی بیمه اکو) / مهتاب حاجی محمدی، ماندانا تیشه یار، جواد رنجبر درخشیلر، زهرا محمدحسنی، فتانه صالحی، سیروس ملکی، هانیه کسایی فر، رز فضلی، مجتبی مقصودی/ کمیته صلح و ادبیات
- برگزاری کارگاه و کلاس آموزشی نقش رسانه ها در کاهش تعارضات اجتماعی در اروپا (با همکاری دانشگاه علامه طباطبائی) / علی شاکر، امیرعلی علامه زاده، حامد شفیعی/کمیته صلح و رسانهبر
- ششمین همایش سالانه انجمن (در سطح بین المللی) با عنوان: ادیان و صلح آفرینی در هزاره سوم که بنا بود در دی ماه ۱۴۰۱ برگزار شود، به خرداد ماه ۱۴۰۲ موکول شد. کتاب مجموعه مقالات این همایش به قلم نویسندگانی از ایران و دیگر کشورها آماده چاپ است / کمیته صلح و دین پژوهی
- فراخوان هفتمین همایش سالانه انجمن (بین المللی) با موضوع: زنان و صلح اجتماعی از تابستان ۱۴۰۱ اعلام شده و مقالات وارده در دست ارزیابی هستند. این همایش در آبان ۱۴۰۲ برگزار خواهد شد / کمیته زنان و صلح

## مشارکت و همکاری در فعالیت‌های علمی
- مشارکت در همایش "روز جهانی علم در خدمت صلح و توسعه" با انجمن ترویج علم درتاریخ  ۱۹ آبان ۱۳۹۴ در برج میلاد؛[۳۸]
- مشارکت در همایش "جامعه علمی و پویش‌های سیاسی و اجتماعی با محوریت انجمنهای علمی"، با همکاری انجمن علوم سیاسی ایران و انجمن ایرانی روابط بین الملل با سخنرانی قاسم افتخاری، داوود هرمیداس باوند، مجتبی مقصودی و احمد نقیب زاده درتاریخ ۵ اسفند ۱۳۹۴ خانه اندیشمندان علوم انسانی؛
- همکاری در برگزاری "نمایشگاه مسابقه صلح" با مؤسسه علوم و فنون کیش در تاریخ اسفند ۱۳۹۴در جزیره کیش؛
- همکاری با انجمن جامعه شناسی ایران در سومین همایش «کنکاش‌های مفهومی و نظری دربارهٔ جامعه ایران» در تاریخ ۲۲ و ۲۳ اردیبهشت ۱۳۹۵ در دانشکده علوم اجتماعی دانشگاه تهران[۳۹]؛
- مشارکت در "پیش نشست همایش علمی کوروش بزرگ"، با عنوان "مطالعات صلح و ایران باستان"با علی اکبر امینی، عبدالمجید ارفعی و علیرضا افشاری با همکاری انجمن فرهنگی افراز در تاریخ ۱۰ مهر ۱۳۹۵خانه اندیشمندان علوم انسانی؛[۴۰][۴۱]
- همکاری با انجمن ترویج علم در برگزاری مراسم "هفته ترویج علم"، از ۱۶ تا ۲۰ آبان ماه ۱۳۹۵.[۴۲]
- مشارکت در "افتتاح گروه جامعه‌شناسی صلح"، انجمن جامعه شناسی ایران با سخنرانی سید حسین سراج، محمد امین قانعی راد،   نعمت اله فاضلی، مجتبی مقصودی، الهه کولایی و محمد جواد حق شناس در ۲۱ آذر ۱۳۹۵ در سالن شریعتی دانشکده علوم اجتماعی دانشگاه تهران؛[۴۳]
- مشارکت در برگزاری همایش "ایران و میراث هاشمی، تأملی آکادمیک برکارنامه سیاسی آیت الله" با انجمن علوم سیاسی ایران، با سخنرانی داوود هرمیداس باوند، سید جلال دهقانی فیروزآبادی، امیر محمد حاجی یوسفی،  محمدرضا دهشیری،  حسین راغفر،  مجتبی مقصودی،  هادی خانیکی و کیومرث اشتریان، در تاریخ ۶ بهمن ۱۳۹۵ در خانه اندیشمندان علوم انسانی؛[۴۴]
- مشارکت در کنفرانس ملی "اقتصاد مقاومتی و برجام" با انجمن ایرانی روابط بین الملل، اسفند ۱۳۹۵ در دفتر مطالعات سیاسی و بین المللی وزارت امورخارجه؛[۴۵][۴۶]
- مشارکت در برگزاری کارگاه آموزشی دانش افزایی رویکردهای صلح در محیط امنیتی ایران با عنوان "پوزش و بخشایش در ساحت دین و سیاست"، با سخنرانی محمدجعفر محلاتی، با همکاری دفتر همکاری های علمی بین المللی دانشگاه خوارزمی، انجمن ایرانی روابط بین الملل و انجمن علوم سیاسی در تاریخ ۲۹ فروردین ۱۳۹۶ در دانشگاه خوارزمی؛[۴۷]
- مشارکت در نخستین "جشنواره بین‌المللی صلح"، به میزبانی معاونت فرهنگی اجتماعی دانشگاه الزهرا، در تاریخ ۱۷ و ۱۸ اردیبهشت ۱۳۹۶؛[۷]
- مشارکت در نشست "صلح، خلیج فارس، مناسبات منطقه ای و جهانی" باسخنرانی بیژن عبدالکریمی، سید جواد میری،  محمد سالارکسرایی، محمد فرازمند، محمد جواد حق شناس،  سید جواد صالحی با همکاری انجمن جامعه شناسی ایران و انجمن علوم سیاسی ایران، در ۱۰ خرداد ۱۳۹۶ در خانه اندیشمندان علوم انسانی؛[۴۸]
- مشارکت در نشست "اخلاق جنگ و صلح"، با سخنرانی سعید حجاریان،  داود فیرحی و جواد حیدری با مشارکت انجمن علوم سیاسی ایران و  پژوهشکده فرهنگ و هنر و ارتباطات در تاریخ ۲۹ مرداد ۱۳۹۶؛
- مشارکت در پنجمین دوره جشنواره "هنر برای صلح" در خانه هنرمندان در ۲۱ تا ۳۰ شهریور ۱۳۹۶؛
- مشارکت در برگزاری نشست "ادبیات جنگ و ضد جنگ" با سخنرانی حمید عبداللهیان ، احمد شاکری و محمد حنیف  با همکاری باشگاه دانش‌آموختگان دانشگاه خوارزمی و انجمن اندیشه و قلم در تاریخ ۲ مهر ۱۳۹۶ در دانشکده مدیریت دانشگاه خوارزمی؛[۴۹]
- مشارکت در چهارمین کنگره روان شناسی اجتماعی با عنوان "ابعاد روان شناختی صلح"، با همکاری انجمن روانشناسی اجتماعی ایران، مرکز تحقیقات روانشناسی اجتماعی دانشکده روان شناسی دانشگاه شهید بهشتی  در تاریخ ۲۶ مهر ۱۳۹۶ دانشگاه شهید بهشتی؛[۵۰]
- مشارکت در "رویداد بین‌المللی صلح تهران"، با تدریس اساتید صلح جهان از بلغارستان، هند و ایران در دانشگاه تربیت مدرس، ۲۱در تاریخ آبان ۱۳۹۶؛
- مشارکت با انجمن ترویج علم ایران در برگزاری "روز جهانی علم در خدمت صلح و توسعه"، در تاریخ ۲۴ آبان ۱۳۹۶؛[۵۱]
- مشارکت در نشست "هم اندیشی تأسیس انجمن علمی مطالعات بین‌الملل صلح افغانستان"  با حضور ۳۰ پژوهشگر و مدرس دانشگاه، با سخنرانی محمد منصور نژاد از سوی انجمن در تاریخ ۲۸ بهمن ۱۳۹۶ در تالار مطهری پردیس فارابی دانشگاه تهران؛[۵۲]
- همکاری با انتشارات منشور صلح در انتشار کتاب "فرهنگ صلح و دولت ها" اثر  ژوام ایونس پیم، ترجمه پروانه شاهین نژاد، پیشگفتار به قلم مجتبی مقصودی، اسفند ۱۳۹۶؛
- حمایت از برگزاری دوازدهمین "همایش ملی علمی - فرهنگی خلیج فارس" از مرکز گردشگری علمی - فرهنگی دانشجویان ایران، در تاریخ ۱۰ و ۱۱ اردیبهشت ۱۳۹۷؛
- مشارکت در اولین همایش ملی "دانشگاه، صلح و توسعه" با سخنرانی مجتبی مقصودی، باقر شاملو،  عبدالامیر نبوی،  علی مرشدی زاد،  جهانگیر کرمی، علیرضا سلطانی، امیر هوشنگ میرکوشش،  فریده محمدعلی پور،  مسعود مطلبی با موسسه آموزش عالی شمس در تاریخ ۶ اردیبهشت ۱۳۹۷ گنبد؛[۵۳]
- مشارکت در "سمینار صلح مثبت" با گروه روابط بین الملل دانشگاه تربیت مدرس با سخنرانی پروفسور تارجا وایرینن Tarja Vayrynenرییس انستیتو تحقیقات صلح دانشگاه تامپره فنلاند ، سیمین حاجی پور، مجیدرضا مومنی، سعید شکوهی و  سید مسعود موسوی شفایی، در تاریخ دوشنبه ۱۰ اردیبهشت ۱۳۹۷ ، دانشکده علوم انسانی دانشگاه تربیت مدرس؛[۵۴]
- مشارکت در برگزاری "جشنواره بزرگ صلح و سلامت" با سخنرانی نصیر احمد نور سفیر افغانستان، محمد امین قانعی راد، مجتبی مقصودی و  محمد جواد سعادت، به همراه اجرای سرود ملی از سوی گروه همسرایان محلی، اجرای موسیقی زنده و برگزاری ایستگاه سلامت و غربالگری، با همکاری انجمن مطالعات بین‌المللی صلح افغانستان در تاریخ چهارشنبه ۲۶ اردیبهشت ۱۳۹۷ در خانه اندیشمندان علوم انسانی؛[۵۵][۵۶]
- مشارکت با کمیسیون ملی یونسکو و گروه سفیران صلح و دوستی در اعلام فراخوان ملی جشنواره «زیر چتر صلح» برای کودکان در خرداد ۱۳۹۷
- همکاری با «دومین کنگره بین المللی سلامت برای صلح» شنبه سوم اسفند ۱۳۹۸
- مشارکت در وبینار بین‌المللی «پل زدن میان دو جهان: جوانان پناهنده و تازه وارد» در مرداد ۱۳۹۹
- مشارکت در نقد و بررسی کتاب «آیا زنان رهبران صلح‌جوتری هستند؟» با مشارکت سرای اهل قلم در فروردین ۱۴۰۰
- همکاری دانشگاه آرل استانبول و دانشگاه علامه طباطبایی در برگزاری همایش بین المللی پویش های آینده در آسیا
- همکاری با انجمن علوم سیاسی در برگزاری همایش نظم منطقه ای و ساختار اجتماعی خاورمیانه
- همکاری با دانشگاه علوم و فنون مرز در برگزاری نخستین همایش ملی رویکردهای نوین در مدیریت مرز
- همکاری با موسسه مطالعات ملی در برگزاری همایش ملی هویت و سیاستگذاری در ایران
- مشارکت در آیین ارج گذاری بیستمین سالگرد راه اندازی انجمن علوم سیاسی
- همکاری با موسسه حامی در برگزاری میزگرد تخصصی بررسی و تحلیل ابعاد و چالش های قاچاق انسان
- همکاری با موسسه حامی در برگزاری میزگرد افغانستان یک سال پس از سقوط
- همکاری با گروه مطالعات مردمان ایرانی در دانشگاه اتونوما اسپانیا و برگزاری نشست مشترک
- همکاری با دانشکده حقوق و علوم سیاسی دانشگاه علامه طباطبایی در برگزاری دو نشست تخصصی درباره
- آینده ایران و افغانستان با حضور سفرای ایران در آن کشور و دریافت تخفیف ۵۰ درصدی ویژه اعضای  «صلح در شمار آید»  همکاری با موزه صلح تهران در برگزاری کارگاه انجمن
- همکاری با انجمن مطالعات جهان در برگزاری همایش صلح و منازعه بین المللی
- همکاری با دانشکده مطالعات جهان در برگزاری همایش سواد رسانه ای و اطلاعاتی: پرورش اعتماد برای سواد رسانه ای و اطلاعاتی  مشارکت در انتشار سه مجله علمی پژوهشی: فصلنامه مطالعات بین المللی، نشریه علمی علوم فنون مرزی، نشریه مطالعات ملی

## فعالیت‌های مدنی
- مشارکت در تدوین سند ارتقا جایگاه و امنیت زنان در شهر/ اصلی عباسی، ندا حاجی وثوق
- راه اندازی گروه مجازی هم اندیشی اعضای انجمن صلح ایران / دبیرخانه انجمن
- برگزاری نشست تخصصی همکاری های علم و فناوری، آموزشی و فرهنگی دانشگاه ها وموسسات علمی ایرانی در چارچوب سازمان همکاری شانگهای و فرستادن پیشنهادها به وزارت امور خارجه به صورت مکتوب/ عباس ملکی، بهرام امیراحمدیان، جهانگیر کرمی، اکبر ولی زاده، امیرهوشنگ میرکوشش/ کمیته صلح و روابط بین الملل
- نامه نگاری با مدیر مدارس سلام برای فراهم آوردن زمینه آموزش دختران افغانستان
- نامه نگاری با وزارت علوم، تحقیقات و فناوری برای فراهم آوردن زمینه تحصیل دانشجویان افغانستان
- مشارکت در تدوین نامه مشترک انجمن ها و مراکز علمی ایران و افغانستان به وزیر علوم، تحقیقات و فناوری برای تقویت روابط میان دانشگاهیان ایران و افغانستان
- انتشار نسخه فارسی پیام دبیرکل سازمان ملل متحد، آنتونیو گوترش، به مناسبت روز بین المللی یادآوری و ادای احترام به قربانیان تروریسم در ۲۱ آگوست ۲۰۲۲  میزبانی نخستین نشست مشترک استادان ایرانی و افغانستانی با نماینده ویژه رییس جمهور در امور افغانستان برای گفتگو در زمینه راه های تقویت روابط علمی میان دانشگاهیان دو کشور همسایه
- برگزاری هشت دوره آموزشی ویژه دیپلمات های ایرانی در محل اداره آموزش های دیپلماتیک وزارت امور خارجه / استادان مدرس: عباس ملکی، بهرام امیراحمدیان، سیدعبدالامیر نبوی، جهانگیر کرمی، سیدرضا موسوی نیا، علی کالیراد، محمدکاظم شجاعی، ماندانا تیشه یار.
- مشارکت در میزبانی نخستین هیات دانشگاهی از هرات پس از تحولات اخیر در آن کشور برای گذراندن کارگاه چهار روزه راه های گسترش همگرایی در منطقه اکو
- برگزاری نشست های مشترک با پژوهشکده نیروی انتظامی، پژوهشکده مطالعات راهبردی و مرکز پژوهش‌های مجلس برای تقویت بنیان های صلح اجتماعی در کشور
- مشارکت در راه اندازی رشته مطالعات مهاجرت با همکاری موسسه مطالعات فرهنگی و اجتماعی و پژوهشکده فرهنگ و ارتباطات در دانشگاه علامه طباطبائی
- آغاز گفتگو با مرکز الگوی اسلامی ایرانی پیشرفت برای برگزاری نشست های بین المللی و شنیدن تجربه دیگر کشورها در زمینه راه های تقویت زیست خوب در اجتماع
- برگزاری ماهانه نشست های هیات مدیره انجمن به صورت حضوری و مجازی و نیز برگزاری سه نشست مشترک اعضای هیات مدیره و دبیران کمیته های انجمن علمی مطالعات صلح ایران در فصل های تابستان، پاییز و زمستان 1401

## دستاوردها
- دریافت لوح سپاس از وزارت میراث فرهنگی به مناسبت مشارکت فعالانه در ثبت جهانی شب یلدا به عنوان میراث فرهنگی مشترک ایران و افغانستان در یونسکو

## تفاهم‌نامه‌ها
1. سازمان اسناد و کتابخانه ملی
2. معاونت فرهنگی جهاد دانشگاهی
3. مؤسسه آموزش علوم و فنون کیش
4. معاونت فرهنگی شهرداری تهران
5. انجمن علوم سیاسی ایران
6. مرکز تحقیقات و کرسی حقوق بشر و دموکراسی یونسکو
7. مؤسسه فرهنگی و تحقیقاتی امام موسی صدر
8. مرکز آموزش عالی سیاستگذاری وابسته به دبیرخانه مجمع تشخیص مصلحت نظام
9. مؤسسه آموزش عالی شمس
10. انجمن ایرانی مطالعات فرهنگی و ارتباطات
11. گروه سفیران صلح و دوستی
12. انجمن ویرایش و درست نویسی
13. امضای تفاهمنامه همکاری علمی با دانشگاه غالب هرات / 1401
14. امضای تفاهم نامه همکاری پژوهشی با موسسه ابرار معاصر تهران / 1401